# Lepturobosca
Lepturobosca es un género de coleópteros crisomeloideos de la familia Cerambycidae. Se distribuyen por la región holártica.

## Especies
Se reconocen las siguientes::
- Lepturobosca chrysocoma (Kirby, 1837)
- Lepturobosca nigrolineata (Bland, 1865)
- Lepturobosca virens (Linnaeus, 1758)